# Diacodexis
Diacodexis és un gènere de mamífer artiodàctil extint de la família dels diacodèxids. Es tracta de l'artiodàctil més antic conegut. La seva forma corporal i les proporcions de les potes posteriors eren molt semblants a les dels tragúlids d'avui en dia. Se n'han trobat restes fòssils a Bèlgica, els Estats Units, França, l'Índia, el Kirguizstan, Mèxic, el Pakistan, Portugal i el Regne Unit, així com als jaciments catalans de La Coma, Les Saleres i la Masia de l'Hereuet.